# Пангур (посёлок)
Пангур — упразднённый в декабре 2004 года посёлок, относившийся к Понильскому сельсовету города областного подчинения Ивделя Свердловской области России. Входил в состав муниципального образования город Ивдель.

## Географическое положение
Посёлок был расположен в 77 километрах к юго-востоку от города Ивделя, в таёжной местности, на правом берегу реки Понил (левый приток Лозьвы). Автомобильное сообщение отсутствует.

## История
В советское время в посёлке находилась станция Пангур узкоколейной железной дороги Понил — Таёжный.
Указом Президиума Верховного Совета РСФСР от 08.07.1985 г. посёлок Глубинный 3 переименован в Пангур.
Областным законом № 180-ОЗ от 22 ноября 2004 года посёлок был упразднён. Закон вступил в силу через 10 дней после официального опубликования.

## Население
По данным переписи населения 2002 г., в посёлке отсутствовало постоянное население.